# Cosmología cuántica de bucles
La Cosmología cuántica de bucles o de lazos (Loop quantum cosmology o LQC, en inglés) es un modelo cosmológico finito, de simetría reducida, que parte de la llamada gravedad cuántica de bucles (Loop quantum gravity o LQG, en inglés) y que predice un "puente cuántico" o Gran rebote cuántico entre las fases de contracción y expansión de las ramificaciones cosmológicas. La LQC se relaciona con el modelo cíclico en cosmología.
La característica distintiva de este modelo es el importante papel desempeñado por los efectos de la geometría cuántica debidos a dicha gravedad cuántica de bucles. En particular, la geometría cuántica genera una nueva fuerza de repulsión que es totalmente insignificante a baja curvatura del espacio-tiempo, pero se eleva muy rápidamente en la escala de Planck, modificando los efectos de la atracción gravitatoria clásica, y por lo tanto los efectos de las singularidades previstos en la relatividad general. Al verse afectadas dichas singularidades, el paradigma conceptual de la evolución cosmológica se transforma y se hace necesario revisar muchos de los problemas —por ejemplo, el "problema del horizonte" estándar—, desde nuevas perspectivas.
Dado que la gravedad cuántica de bucles se basa en una teoría cuántica específica de la geometría de Riemann, la geometría observable muestra una discontinuidad fundamental que juega un papel clave en la dinámica cuántica: si bien las predicciones de la LQC son muy cercanas a las de la geometrodinámica cuántica (QGD) en la escala de Planck, hay una diferencia notable, una vez que las densidades y curvaturas se analizan en dicha escala, de modo que en la cosmología LQC el Big bang es reemplazado por un rebote cuántico.
El estudio de la LQC ha alcanzado diversos logros, entre ellos la sugerencia de un mecanismo posible  para la inflación cósmica, la resolución de singularidades gravitacionales, así como ciertos desarrollos eficaces de la mecánica hamiltoniana semiclásica.
Este subcampo partió originalmente de los estudios del profesor Martin Bojowald, publicados en 1999, y fue desarrollándose con las contribuciones de Abhay Ashtekar y Jerzy Lewandowski. A finales de 2012, la cosmología LQC presentaba un campo muy activo en la física, con cerca de trescientos artículos sobre el tema publicados en la literatura científica. Existen asimismo trabajos recientes a cargo de Carlo Rovelli y otros autores, en relación con la LQC basada en la llamada espuma de espín cuántica.
Los resultados obtenidos con la cosmología cuántica de bucles están, sin embargo, sujetos a las restricciones habituales aplicadas a las teorías clásicas, y una vez cuantificados, podrían chocar con los resultados previstos en la teoría completa, debido a la supresión artificial de comportamientos aleatorios en las fluctuaciones cuánticas a gran escala. Se ha argumentado que la refutación de singularidades en esta teoría solo puede juzgarse sobre la base de estos modelos restrictivos, y que dicha refutación únicamente podrá verificarse con arreglo a la teoría completa una vez desarrollado un modelo mejorado de la gravedad cuántica de bucles.